# 僱傭兵

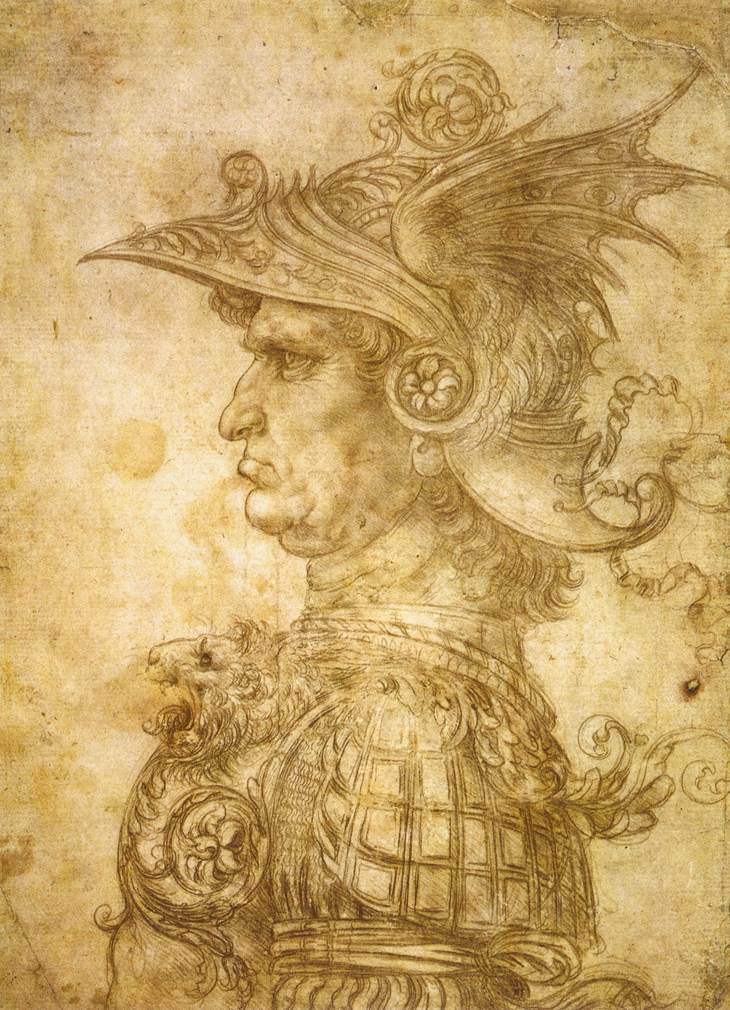
達芬奇所作《安提柯隊長肖像》（Profilo di capitano antico），1480年。雇傭兵在中世紀晚期和文藝復興時期的義大利相當常見

僱傭兵也称佣兵（英語：mercenary），是一種為了利益而参加戰爭的戰士，参战的目的只是为了金錢奖励，無任何政治與種族宗教等立場，只要出价够高可以受僱於任何人。

## 历史
僱傭兵的歷史可以追溯到古希臘時代。當時，古希臘人曾經僱用馬其頓人保衛自己的首都；而羅馬人為保衛自己的帝國也曾使用過日爾曼部落打擊來自東方的敵人；中世紀期間，軍隊以貴族領主和騎士與領民組成的民兵團構成，職業軍人組成的自由傭兵團成為重要的輔助戰力，但和平期間傭兵失業便成為強盜團體，造成許多社會問題；美國南北戰爭中，具有豐富狩獵經驗的德國黑森傭兵也曾被雙方軍隊所僱。
20世紀80年代以前，僱傭兵都是以個人或小團體為單位，受僱于某國或某個利益集團，後來僱傭兵開始以集團公司模式即私營軍事企業或保安公司出現，按照現代商業模式建立公司管理體制，並作為一種新型的私人軍事服務公司對外承攬業務。
法國外籍兵團與傳統意義上的僱傭兵完全不同，他們是由法國政府所創立的正規軍隊也不可能與法國為敵，故嚴格來說不算真正的僱傭兵，而是不具有法國國籍的法軍。

## 國際公約規範
1949年8月12日日内瓦四公约关于保护国际性武装冲突受难者的附加议定书给出了最广为接受的雇佣兵定义，虽然美国等一些国家并不认同这一定义。条约规定：
第四十七条 外国雇佣兵

一、外国雇佣兵不应享有作为战斗员或成为战俘的权利。
二、外国雇佣兵是具有下列情况的任何人： 
（一）在当地或外国特别征募以便在武装冲突中作战；
（二）事实上直接参加敌对行动；
（三）主要以获得私利的愿望为参加敌对行动的动机，并在事实上冲突一方允诺给予远超过对该方武装部队内具有类似等级和职责的战斗员所允诺或付给的物质报偿；
（四）既不是冲突一方的国民，又不是冲突一方所控制的领土的居民；
（五）不是冲突一方武装部队的人员；而且
（六）不是非冲突一方的国家所派遣作为其武装部队人员执行官方职务的人。
根据日内瓦公约，一个战斗员必须满足一至六条中的所有条件，才能被定义为雇佣军。
一般而言，僱佣軍如果被俘将不获得國際法或日內瓦公約下的战俘地位（但依然可获得作为失去战斗能力者的基本人道保护），意味着一旦加入僱佣軍，被俘後被殺的概率較其他正規軍大；但一些受國家保護支持的僱佣軍，例如美國黑水公司，隨便殺害這些僱佣兵俘虜可能直接得罪這些國家。第一次印度支那战争（法越战争）之所以導致後來美國介入（第二次印度支那战争／美越战争）某程度是因北越軍隊殺害當時殖民在越南的法國外藉軍團战俘而造成。一些佣兵如瑞士近衛隊受羅馬教廷支持和保护，攻擊瑞士近衛軍等同攻擊教廷。

## 著名雇佣兵组织
- 宗座瑞士近衛隊（梵蒂岡，專責保護聖座）
- 啹喀兵（大英帝國國民及尼泊爾人組成）
- 自由傭兵團（為中世紀期間成立的傭兵團，主要是以貴族領主、騎士及領民組成的民兵團構成，因為職業軍人組成的傭兵團便成為重要的輔助戰力，但和平期間傭兵失業便開始成為強盜團體，造成後來出現許多社會問題，也因此開始出現勞工保險、失業救助金等社會福利）
- 黑森傭兵（主要來自德國黑森-卡塞爾，曾參與美國獨立戰爭，為英國王室服役）
- 美國黑水公司（專門負責幫助美國進行對外戰爭）
- 根来众（日本战国時代成立）
- 杂贺众（日本战国時代成立）
- 洋枪队/常胜军（曾幫助大清帝國剿滅捻亂及太平天國之亂）
- 南非私营武装公司（EO）
- SI公司
- 军事职业资源公司（MPRI/Military Professional Resources Inc.）
- 瓦格纳集团（專門負責幫助俄羅斯聯邦進行對外戰爭）